# Muritaia
Muritaia is een geslacht van spinnen uit de  familie van de Amaurobiidae (nachtkaardespinnen).

## Soorten
- Muritaia kaituna Forster & Wilton, 1973
- Muritaia longispinata Forster & Wilton, 1973
- Muritaia orientalis Forster & Wilton, 1973
- Muritaia parabusa Forster & Wilton, 1973
- Muritaia suba Forster & Wilton, 1973